# Constantin Fallenius (läkare)
Constantin Maximilian Fallenius, född den  16 augusti 1823 i Västervik, död den 20 december 1901 i Stockholm, var en svensk läkare. Han var bror till Carl Magnus Fallenius samt far till Albert och Ivar Fallenius.
Fallenius blev student vid Uppsala universitet 1840. Han avlade medicine kandidatexamen 1849 och medicine licentiatexamen 1851, blev kirurgie magister 1852 och promoverades till medicine doktor 1854. Fallenius var amanuens och underkirurg vid Serafimerlasarettet i Stockholm 1852–1853, sjukhusläkare vid Allmänna garnisonssjukhuset 1854–1855, läkare vid Högre artilleriläroverket på Marieberg och vid fyrverkarkåren 1854–1855, andre bataljonsläkare vid Första livgrenadjärregementet 1855, stadsläkare i Ulricehamn 1856–1858 och andre bataljonsläkare vid Älvsborgs regemente 1857–1858. Sin huvudsakliga livsgärning utförde han som lasarettsläkare i Örebro 1858–1887 och andre stadsläkare där 1869–1892. Fallenius blev riddare av Nordstjärneorden 1877. Han vilar på Olaus Petri kyrkogård i Örebro.